# Jerzy Bończak (aktor)
Jerzy Bończak (ur. 29 lipca 1949 w Bieżuniu) – polski aktor teatralny, filmowy i telewizyjny, reżyser teatralny. Sporadycznie użycza głosu w dubbingu.

## Życiorys
W dzieciństwie przeprowadził się wraz z rodzicami z Bieżunia do Warszawy. Absolwent PWST w Warszawie (1971). W latach 1971–1972 występował na deskach Teatru im. Stefana Jaracza w Olsztynie oraz w warszawskich teatrach: Rozmaitości (1972–1982), Nowym (1982–1990), Kwadrat (1990–1999).

## Życie prywatne
W 1976 ożenił się z Ewą. Mają dwoje dzieci: Piotra i Annę.

## Odznaczenia
- 1986: Srebrny Krzyż Zasługi[2]
- 2001: Złoty Krzyż Zasługi[7]

## Filmografia
- 1974: Gościnny występ
- 1974: Koniec wakacji
- 1974: Pozwólcie nam do woli fruwać nad ogrodami
- 1974: Zapis zbrodni – Zenek
- 1975: Mazepa – Jan Mazepa
- 1976: Zielone, minione... – Teodor
- 1977: Lalka – Brodacz, student w kamienicy Łęckiego[8]
- 1977: Palace Hotel – fotoreporter Kurt
- 1977: Około północy – Suszka
- 1977: Rebus
- 1978: Akwarele – Damian Kurtycz
- 1978: Wśród nocnej ciszy – Juliusz Stopek
- 1979–1981: Najdłuższa wojna nowoczesnej Europy – Adam Wanatowicz
- 1979: Tajemnica szyfru Marabuta
- 1980: Olimpiada ’40 – Jacques
- 1980: Wyrok śmierci – Nurek
- 1980: Kariera Nikodema Dyzmy – Zygmunt Krzepicki
- 1981: Filip z konopi – Andrzej Leski
- 1981: Fik-Mik – kierowca Józio
- 1981: Miś – Chrostowicz
- 1981: Miłość ci wszystko wybaczy – autor tekstów kabaretowych
- 1982: Wielki Szu – „Lipo”
- 1982: Hotel Polanów i jego goście – rabin König
- 1982: Życie Kamila Kuranta – Edek
- 1983: Fucha – „Dudek”
- 1983: Fachowiec – Borwicz
- 1983–2005: Sensacje XX wieku
- 1983: Alternatywy 4 – Krzysztof Manc
- 1984: W starym dworku, czyli niepodległość trójkątów – Jęzory
- 1984: Przyspieszenie
- 1984: 1944
- 1985: Podróże pana Kleksa – Boni Al Facy/Bonifacy
- 1987: Polska historia kina
- 1987: Misja specjalna - folksdojcz Schulz
- 1987: Ja, który mam podwójne życie czyli dylemat Josepha Conrada
- 1987: Wielki Wóz – oficer
- 1988: Pięć minut przed gwizdkiem
- 1988: Niezwykła podróż Baltazara Kobera – Flamand – Varlet
- 1988: Conrad
- 1988–1990: Mistrz i Małgorzata
- 1988: Złodziej
- 1988: Królewskie sny – Mikołaj Małdrzyk
- 1989: Po upadku. Sceny z życia nomenklatury – Wiśniewski
- 1989: Po własnym pogrzebie – Tadeusz Błażejewski
- 1989: Urodzony po raz trzeci – Tadeusz Błażejewski
- 1989: Sztuka kochania – psychoanalityk
- 1989: Konsul – taksówkarz Zdzisław Mitura
- 1989: Modrzejewska – „dramaturg” Edward Lubowski
- 1990: Kanalia – rosyjski prowokator w Niemczech (głos)
- 1991: Rozmowy kontrolowane – Morwa
- 1991: Niech żyje miłość – pianista Kuba
- 1991: Dzieci wiatru
- 1991: Dzieci wojny
- 1991: Trzy dni bez wyroku – Jóźwiak „Józwa”
- 1992: Psy – Roman „Chemik” Bluszcz
- 1992: Film pod strasznym tytułem
- 1992: Aby do świtu... – Roman Sewer-Bossakowski
- 1992: Żegnaj Rockefeller – Leon Jędrys
- 1993: Goodbye Rockefeller – Leon Jędrys
- 1993: Dwa księżyce – bagażowy Moszek Ruchlinger
- 1993: Czterdziestolatek. 20 lat później – Dariusz Kościelny
- 1993: Człowiek z... – Duchowicz
- 1993: Cień podejrzenia
- 1993–1994: Bank nie z tej ziemi – Leon Kura
- 1994: Oczy niebieskie – szef mafii we śnie
- 1994: Polska śmierć – lekarz policyjny
- 1994: Detektyw i śmierć
- 1995: Nic śmiesznego – rekwizytor
- 1995: Dzieje mistrza Twardowskiego – diabeł Pursan „Łowca Dusz”
- 1996–2000: Dom – dozorca Edward Prokop
- 1996: Wirus – ekspert od wirusów na naradzie
- 1997: Pułapka – barman Lesio
- 1997: Klan – Kazimierz Piasecki, Edward Kazura
- 1998: Amok – właściciel strychu
- 1999: Tryumf Pana Kleksa – dozorca Weronik
- 1999: Odwrócona góra albo film pod strasznym tytułem – Omenter
- 1999: Policjanci – Siwy
- 2000: Markus
- 2000: Ogniem i mieczem – Daniel Czapliński
- 2001: Marszałek Piłsudski – przedsiębiorca proponujący Piłsudskiemu pracę
- 2001: Kameleon – Gabriel „Gary” Saks
- 2001: Kameleon (serial) – Gabriel „Gary” Saks
- 2001: Zostać miss – Tadeusz Nowicki, kierownik hotelu „Egoista” (odc. 1-11,13)
- 2001: Pokój na czarno
- 2002: Król przedmieścia – „Pukawka”
- 2003: Zostać miss 2 – Tadeusz Nowicki (odc.1-13)
- 2005: Emilia – mężczyzna w kinie
- 2005: 1409. Afera na zamku Bartenstein – Znany historyk, Brat Sznajder
- 2005: Kryminalni – witrażysta (odc. 19)
- 2006: Szatan z siódmej klasy – adwokat (odc. 2)
- 2006: Dylematu 5 – konstruktor Marek Manc
- 2006: Dublerzy – naczelnik więzienia
- 2006: Dublerzy (serial) – naczelnik więzienia
- 2006: Wszyscy jesteśmy Chrystusami – bezdomny na wysypisku
- 2006: Niania – Romek, wuj Frani (odc. 35)
- 2007: Tylko miłość – Zdzisław Bogusz
- 2009: Od pełni do pełni – wujek Filip
- 2009: Rewers – dostojnik
- 2009: Synowie – ksiądz proboszcz
- 2011: 1920 Bitwa Warszawska – kapitan Kostrzewa
- 2012: Lekarze – saksofonista Cyprian Sulej (odc. 13)
- 2012: Hans Kloss. Stawka większa niż śmierć – Koch
- 2015: Pierwsza miłość – Andrzej, znajomy Karola Wekslera
- 2016: Ojciec Mateusz – Jerzy Jarecki (odc. 189)
- 2017: Ucho Prezesa – prokurator stanu wojennego
- 2019: Pan T. – Bolesław Bierut
- 2021: Mecenas Porada – Jerzy Koliba (odc. 4)
- 2022: Kowalscy kontra Kowalscy – Józef Orłowski, ojciec Anny
- 2022: Świat według Kiepskich – Wróżbita Damian (odc. 587)
- od 2024: Gliniarze – Jerzy Mazur, brat Olgierda

## Dubbing
- 1979: Tajemnica szyfru Marabuta – Kajetan Chrumps
- 1985: C.K. Dezerterzy – Benedek
- 1988: Cudowna podróż – lis Mikita
- 1990: Przybysze z Matplanety – pierwszy strażnik pałacu Miętowego Groszka
- 1993–1994 Bajki pana Bałagana – pan Bałagan
- 1994: Królestwo Zielonej Polany – reporter
- 1995: Prowincjonalne życie – Jack
- 1998: Królestwo Zielonej Polany. Powrót – reporter
- 1998: Droopy, superdetektyw – Czubert
- 1998: Mulan – Yao
- 2000: Władca ksiąg – Horrorek
- 2002: Nowy Scooby Doo –
  - Jonathan Winters (odc. 4),
  - Maude Frickert (odc. 4)
- 2004: Mulan II – Yao
- 2005: Wyprawa Popeye’a: W poszukiwaniu Tatki – Popeye
- 2005: Szeregowiec Dolot – komandor Śmigły
- 2006–2007: Babcia Róża i Gryzelka – Stukupukus
- 2017: Twój Vincent – doktor Mazery